# 이기욱 (공무원)
이기욱(李基旭, 1937년 4월 29일~1983년 10월 13일)은 대한민국의 공무원이다.

## 생애
1937년 경상북도 성주군에서 태어났다. 경북중학교, 경북고등학교를 졸업한 후 서울대학교 문리과대학 정치학과에 진학했다. 대학 재학 시절인 1959년 고등고시 행정과에 합격하였으며 대학 졸업 직후인 1960년 4월 국무원 사무국 수습 행정관이 되어 관료 생활을 시작했다.
1963년에 미국으로 유학을 갔으며 밴더빌트 대학교에서 경제학 박사 학위를 취득했다. 이후 계속 미국에 남아 1965년부터 1969년까지 미시시피 주립 대학교 교수를 지냈으며 1969년에 귀국, 성균관대학교와 고려대학교 교수를 지냈다.
이후 경제기획원 기획관리실장, 벨기에 공사, 미국 공사 등을 지내다가 1983년 7월에 대한민국 재무부 차관에 올랐다. 같은 해 10월 9일 미얀마 순방 중에 아웅산 묘역 테러 사건에 휘말려 중상을 입었고 필리핀 클라크 공군병원으로 이송되어 치료를 받았으나 4일 후인 10월 13일 새벽 5시 55분에 순직했다.
| 전임 김흥기 | 제32대 대한민국 재무부 차관 1983년 7월 12일~1983년 10월 13일 | 후임 주병국 |